# Sampha
Самфа Лахай Сісай (Sampha Lahai Sisay) — британський співак, автор пісень, музикант і продюсер, більш відомий як Sampha, з Мордена, Південний Лондон.
Sampha широко відомий своєю співпрацею з Кендріком Ламаром (Kendrick Lamar), Дрейком (Drake), Френком Оушеном (Frank Ocean), SBTRKT, Джессі Вейр (Jessie Ware), Тревісом Скоттом (Travis Scott), Каньє Вестом (Kanye West), Соланж (Solange) та іншими.
Sampha випустив два сольні мініальбоми: Sundanza (2010 рік) і Dual (2013 рік).
Дебютний альбом Sampha, Process, був випущений 3 лютого 2017 року на британському незалежному лейблі Young і отримав премію Mercury Prize 2017 року, та премію Worldwide Awards 2018 року.
Його другий альбом, Lahai, був випущений 20 жовтня 2023 року.

## Перші роки
Самфа Лахай Сісай народився 16 листопада 1988 в Мордені, Південний Лондон, у сім'ї батьків із Сьєрра-Леоне, які переїхали до Сполученого Королівства у 1980-х роках.
Його знайомство з музикою почалося з навчання грі на фортепіано в будинку його батьків у Мордені та прослуховування платівок, які йому подарували старші брати і сестри.
У підлітковому віці він відкрив для себе створення музики після того, як його старший брат Сані (Sanie) побудував собі імпровізовану домашню студію.
Він пішов у школу Ewell Castle School, де вивчав музику A-Level (так звана середня або доуніверситетська освіта). Він брав уроки гри на фортепіано та був частиною джазового оркестру, перш ніж покинути школу в 2007 році, щоб почати музичну кар'єру.
У 2017 році, вже як лауреат премії Mercury Prize, Sampha повернувся до своєї старої школи, щоб відкрити новий музичний павільйон.

## Кар'єра
У 2007 році Sampha познайомився через Myspace з лондонським продюсером Квесом (Kwes), чия музика, за словами Самфи, змінила його життя. Квес скерував його та познайомив з музикантами, Мікою «Мікачу» Леві (Mica «Micachu» Levi), Ghostpoet, DELS, а також з його майбутнім звукозаписним лейблом Young. У 2009 році Sampha стажувався на лейблі.
Крім того, завдяки Янгу, Sampha зміг зробити ремікс на «Basic Space» гурту The xx і зустрітися зі своїми першими колегами: SBTRKT, Jessie Ware, Bullion і Lil Silva.
Sampha також є двоюрідним братом грайм-виконавця Flirta D з грайм-гурту SLK.
У 2017 році Sampha випустив свій перший альбом Process, який отримав схвальні відгуки критиків. Альбом приніс Самфі премії: Mercury Prize 2017 року — найкращий альбом року, Worldwide Awards 2018 року — найкращий альбом року.
У 2023 році він випустив свій другий альбом Lahai, який також отримав схвалення критиків.

## Особисте життя
У Sampha є донька, яка народилася навесні 2020 року.

## Дискографія
- Process (2017)
- Lahai (2023)[14]

## Нагороди та номінації
| Рік  | Організація             | Нагорода                                | Робота                                                              | Результат      |
| ---- | ----------------------- | --------------------------------------- | ------------------------------------------------------------------- | -------------- |
| 2013 | BBC                     | Sound of 2014                           | Himself                                                             | Четверте місце |
| 2017 | Mercury Prize           | Album of the Year                       | «Process»                                                           | Перемога       |
| 2017 | Soul Train Music Awards | Best Collaboration                      | «Don't Touch My Hair» (with Solange Knowles)                        | Номінація      |
| 2017 | Soul Train Music Awards | Best Dance Performance                  | «Don't Touch My Hair» (with Solange Knowles)                        | Номінація      |
| 2018 | Worldwide Awards        | Album of the Year                       | Process                                                             | Перемога       |
| 2018 | BRIT Awards             | Brit Award for British Breakthrough Act | Himself                                                             | Номінація      |
| 2018 | Ivor Novello Awards     | Best Song, Musically and Lyrically      | «No One Knows Me (Like the Piano)»                                  | Номінація      |
| 2023 | Grammy Awards           | Album of the Year                       | Mr. Morale & the Big Steppers (as a featured artist and songwriter) | Номінація      |